# Кагера
Каге́ра (англ. Kagera) — річка в Східній Африці, протікає територією Руанди, Танзанії і Уганди, а також частково по межах між ними. Є найдовшою притокою Нілу.

## Географія
Утворюється при злитті річок Ньяваронго і Рувуву неподалік від озера Рверу, звідки її довжина до гирла становить 420 км; якщо вважати від витоку річки Рукарара, який знаходиться у Бурунді біля північного краю озера Тганьїка і є найвіддаленішою від гирла точкою річкової системи Кагери, то її довжина становить близько 800 км.
Кагера тече на північ в широкій заболоченій долині, приймаючи води численних невеликих озер. Поряд з населеним пунктом Кагитумба (сходження кордонів Руанди, Танзанії і Уганди) Кагера повертає на схід і впадає в озеро Вікторія за 40 км на північ від Букоби, будучи найбільшою з річок, що впадають в це озеро. Середня річна витрата води 1500 м³/сек. Щонайдовшим притоком Кагари є Лукарара, найпівденнішим, — Рувіронза.
У верхній течії на річці знаходяться водоспад Русумо. На заболочених низинах середньої течії організований національний парк Кагера. Судноплавство здебільшого річки неможливе, єдиний порт Куака (Танзанія) в нижній течії обслуговує судна із невеликим осадом.

## Каскад ГЕС
На річці будується ГЕС Русумо-Фоллс та планується будівництво інших.

## Історія відкриття та визначні події
Кагера була відкрита в 1862 році експедицією Джона Спика, хоча БСЕ вказане, що це зробив Генрі Стенлі в 1876 році. Після річка була досліджена австрійцем О. Бауманом (1892—1893) і Кандтом (1898).
Під час геноциду в Руанді тіла вбитих, кинуті в річку, масово пливли за течією в озеро Вікторія.